# (912) Маритима
912 Маритима (912 Maritima) — астероид главного астероидного пояса. Открыт 27 апреля 1919 г. немецким астрономом Фридрихом Швассманом в Гамбургской обсерватории, Германия. Астероид получил название Маритима (лат. maritimus - морской) в течение первой морской поездки Гамбургского университета. До Второй мировой войны, раз в год, когда университет закрывался на летние каникулы, крупные гамбургские судоходные компании предоставляли университету океанический лайнер, на котором осуществлялось трёх-, четырёхдневное путешествие в Северном море. 
Маритима не пересекает орбиту Земли, и делает полный оборот вокруг Солнца за 5,55 Юлианских лет.